# Гилфорд Сентер (Конектикат)
Гилфорд Сентер (енгл. Guilford Center) насељено је место без административног статуса у америчкој савезној држави Конектикат.

## Демографија
По попису из 2010. године број становника је 2.597, што је 6 (-0,2%) становника мање него 2000. године.
| Група             | 2000.         | 2010.         |
| Белци             | 2.469 (94,9%) | 2.389 (92,0%) |
| Афроамериканци    | 19 (0,7%)     | 18 (0,7%)     |
| Азијати           | 24 (0,9%)     | 44 (1,7%)     |
| Хиспаноамериканци | 78 (3,0%)     | 118 (4,5%)    |
| Укупно            | 2.603         | 2.597         |